# Chamaelimnas phoenias
Chamaelimnas phoenias är en fjärilsart som beskrevs av William Chapman Hewitson 1870. Chamaelimnas phoenias ingår i släktet Chamaelimnas och familjen Riodinidae. Inga underarter finns listade i Catalogue of Life.